# 周清玉 (1962年)
周清玉（1962年9月—），河南省罗山县人，中华人民共和国高级经济师、银行家。

## 生平
1962年9月，周清玉出生在河南省罗山县。
2002年，周清玉出任中国农业银行贵州省分行行长，党委书。2006年，周清玉调任中国农业银行农业信贷部、小企业部总经理，2007年兼任中国农业银行股改办常务副主任，2008年12月兼任中国农业银行三农业务总监。
2011年，周清玉调任国家开发银行纪委书记，2016年转任国家开发银行党委委员、副行长。

### 落马
2023年5月19日，周清玉涉嫌严重违纪违法接受中央纪委国家监委纪律审查和监察调查。11月16日，周清玉严重违纪违法问题进行了立案审查调查，并且开除党籍。12月14日，吉林省人民检察院依法以涉嫌受贿罪、利用影响力受贿罪对周清玉作出逮捕决定。
2024年3月14日，最高人民检察院指定吉林省长春市人民检察院审查起诉周清玉，长春市人民检察院已向长春市中级人民法院提起公诉。6月14日，吉林省长春市中级人民法院一审公开开庭审理周清玉受贿、利用影响力受贿一案，2013年至2023年，被告人周清玉利用各种职务上的便利及职权或者地位形成的便利条件，为有关单位和个人在贷款融资、项目承揽、企业经营、人事安排等事项上提供帮助，直接或者通过他人非法收受财物共计折合人民币6743万余元。